# 1870 en littérature
| Années de la littérature : 1867 - 1868 - 1869 - 1870 - 1871 - 1872 - 1873    |
| Décennies de la littérature : 1840 - 1850 - 1860 - 1870 - 1880 - 1890 - 1900 |

Cet article présente les faits marquants de l'année 1870 en littérature.

## Essais
- Nouveaux Lundis, recueil d’articles de Sainte-Beuve (1863-1870).
- Histoire de la littérature italienne, de Francesco De Sanctis.
- Histoire d’une ville de Saltykov-Chtchedrine.
- Diffusion dans les milieux étudiants russes du Catéchisme du révolutionnaire de Serge Netchaïev, qui fait du principe de destruction le préalable à toute entreprise révolutionnaire.
- Grammaire de l'assentiment (An Essay in Aid of a Grammar of Assent ou Grammar of Assent), du théologien catholique britannique John Henry Newman.
- Brewer's Dictionary of Phrase and Fable, compilé par Ebenezer Cobham Brewer.
- Les Mémoires d'Hector Berlioz sont publiées à titre posthume.

## Poésie
- Arthur Rimbaud, Les étrennes des orphelins et Sensation>Mars 1870
- Trois Baisers, la musique, les Réparties de Nina, le Dormeur du val, Au Cabaret-Vert, cinq heures du soir, premiers poèmes de Rimbaud.
- Paul Verlaine, La Bonne Chanson, recueil de poèmes.

## Théâtre
- Eugène Labiche, Le Plus heureux des trois
- La Révolte, drame de Villiers de L'Isle-Adam.

## Roman
- Jules Verne commence la rédaction du Chancellor, un de ses romans les plus pessimistes. Il publie Autour de la Lune.
- L'Éternel Mari, de Fiodor Dostoïevski.
- Le Mystère d'Edwin Drood, dernier roman de Charles Dickens, inachevé.
- La Vénus à la fourrure, roman érotique allemand de Leopold von Sacher-Masoch.
- Un roi Lear des steppes, nouvelle d'Ivan Tourgueniev.

## Principaux décès
- 13 mars : Charles de Montalembert, journaliste et homme politique français.
- 9 juin : Charles Dickens, écrivain anglais, 58 ans
- 20 juin : Jules de Goncourt, écrivain français, 40 ans
- 23 septembre : Prosper Mérimée, écrivain français, 67 ans
- 24 novembre : Le Comte de Lautréamont, poète français, 24 ans
- 6 décembre : Alexandre Dumas, écrivain et dramaturge français, 68 ans
- Gustavo Becquer, poète romantique espagnol (° 1836).